# Daniel Petruška
Daniel Petruška (* 11. listopadu 1971) je český politik ODS, v letech 2006–2010 poslanec Parlamentu ČR za Pardubický kraj.

## Vzdělání a profese
Roku 1990 odmaturoval na Gymnáziu Na Zatlance se zaměřením na angličtinu a programování. V roce 2010 se uvádí, že studuje obor Podnikání a ekonomika na Provozně-ekonomické fakultě ČZU v Praze. Od roku 1990 se věnuje podnikání, především developerským projektům.

## Politická kariéra
V roce 2000 vstoupil do ODS. V komunálních volbách roku 2002 neúspěšně kandidoval do zastupitelstva města Pardubice za ODS. Profesně se uvádí jako konzultant.
Ve volbách v roce 2006 byl zvolen do poslanecké sněmovny za ODS (volební obvod Pardubický kraj). Působil jako člen kontrolního výboru a zemědělského výboru. Předsedal podvýboru pro lesní a vodní hospodářství. Ve sněmovně setrval do voleb v roce 2010. V nich byl lídrem kandidátky ODS v Pardubickém kraji, ale kvůli takzvanému kroužkování se propadl až na šesté místo v pořadí a do Parlamentu se nedostal. Po neúspěchu ve volbách navrhl, aby mu zvolení poslanci přispěli na náklady na volební kampaň. Podle majetkových přiznání byl Petruška nejzadluženějším poslancem. Měl hypotéku 12 000 000 Kč. Zároveň tlačil na stranického kolegu, senátora Jiřího Stříteského, aby mu pomohl se dostat dodatečně do sněmovny coby náhradník poté, co by někdo z nově zvolených poslanců ODS rezignoval. Zdůvodnil to tím, že nováčci jsou nezkušení pro práci ve sněmovně. Jeho snaha ale nebyla vyslyšena a zůstal mimo sněmovnu.
V roce 2010 zastával post předsedy Regionálního sdružení ODS Pardubického kraje. Podle informací k roku 2011 byl jen řadovým členem strany v obci Choltice, kam odešel z Pardubic. Znovu spustil podnikání ve vlastní developerské firmě. V roce 2012 se uvádí jako podnikatel ve stavebnictví. Nechal si narůst dlouhé vlasy, protože jeho předchozí vyholená hlava prý mohla na volebních plakátech působit negativně.
V březnu 2017 se přihlásil do výběrového řízení na funkci generálního ředitele ČT pro období let 2017 až 2023. Neuspěl však, byl vyřazen už v rámci prvního kola.